# 萨尔塔哈达
萨尔塔哈达，是西班牙卡斯蒂利亚-拉曼恰托莱多省的一个市镇。总面积15平方公里，总人口117人（2001年），人口密度8人/平方公里。